# Soko J-22 Orao
Soko J-22 Orao (Đại bàng) là một loại máy bay trinh sát chiến thuật, cường kích, trợ chiến trực tiếp cận âm, nó còn có khả năng làm tiêm kích đánh chặn.

## Biến thể
IJ-22 Orao 1
J-22A Orao 1
J-22B Orao 2
NJ-22 Orao

## Quốc gia sử dụng

### Hiện nay
Serbia
- Không quân Serbia - 33 J-22

### Trước kia
Republika Srpska
- Không quân Republika Srpska 8 J-22.

 Nam Tư
- Không quân Nam Tư

## Tính năng kỹ chiến thuật (J-22M)

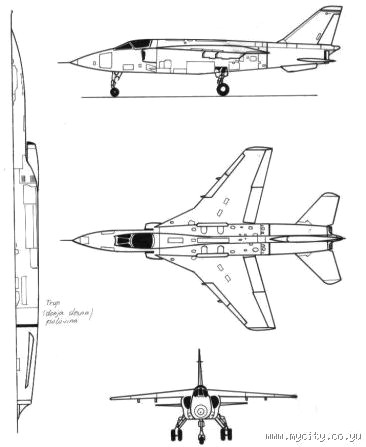

Dữ liệu lấy từ Jane's All The World's Aircraft 1993-94
Đặc điểm tổng quát
- Tổ lái: 1 hoặc 2
- Chiều dài: 13,02 m (42 ft 8½ in)
- Sải cánh: 9,30 m (30 ft 6¼ in)
- Chiều cao: 4,52 m (14 ft 10 in)
- Diện tích cánh: 26 m² (279,9 ft²)
- Trọng lượng rỗng: 5.550 kg (12.125 lb)
- Trọng lượng cất cánh tối đa: 11.080 kg (24.427 lb)
- Động cơ: 2 × Orao/Turbomecanica-built Rolls-Royce Viper Mk 633-41 kiểu turbojet
  - Lực đẩy thô: 17,79 kN (4.000 lbf) mỗi chiếc
  - Lực đẩy khi đốt tăng lực: 22,24 kN (5.000 lbf) mỗi chiếc

 Hiệu suất bay 
- Vận tốc cực đại: 1.130 km/h (610 knot, 702 mph) trên mực nước biển
- Thất tốc: 185 km/h (100 knot, 115 mph)
- Bán kính chiến đấu: 522 km (282 hải lý, 324 mi) (4 bom chùm BL755 và 1 thùng dầu phụ 1.500 L)
- Tầm bay chuyển sân: 1.320 km ()
- Trần bay: 15.000 m (49.210 ft)
- Vận tốc leo cao: 89 m/s (17.520 ft/phút)

Trang bị vũ khí

- Súng: 2 × pháo GSh-23L 23 mm
- Tên lửa: Tên lửa không đối diện điều khiển bằng truyền hình Molniya R-60, AGM-65 Maverick hoặc điều khiển bằng vô tuyến loại Grom-1 (dựa trên loại Kh-23 của Liên Xô).
- Bom: Bom MK, bom chùm BL755, bom Matra Durandal,và bom điều khiển bằng laser.